# Верхоянський улус
Верхоянський улус (якут. Үөһээ Дьааҥы улууһа, рос. Верхоянский район) — муніципальний район в Республіці Саха (Якутія). Адміністративний центр — смт Батагай. Утворений 1967 року.

## Населення
Населення району становить 12 041 особу (2013).

## Адміністративний поділ
Район адміністративно поділяється на 17 муніципальних утворень, які об'єднують 29 населених пунктів.